# Larry Van Kriedt
Larry Van Kriedt (San Francisco, Kalifornia, 1954. július 4. –) amerikai születésű, ausztrál jazz zenész.  Ő volt az AC/DC eredeti basszusgitárosa (1973 és 1974 között pár hónapig). Játszik szaxofonon, gitáron és énekel is.

## Élete
Zenészcsaládban született San Franciscóban. Apja David Van Kriedt híres jazz-zenész volt. Kilencévesen kezdett el nagybőgőzni, 12 évesen gitározni, majd 15 évesen szaxofonozni és énekelni. Édesapja révén tanult jazzt, zeneszerzést és átírást is. 1969-ben családjával Ausztráliába, Sydneybe költözött, ahol hamarosan találkozott Angus Younggal és testvérével, Malcolm Younggal.

### AC/DC
1973 novemberében kérték fel van Kriedt-et, hogy csatlakozzon az újonnan megalakuló, AC/DC nevű zenekarhoz. Nem sokkal később énekes, dobos és gitáros is csatlakozott. Egy hónappal később megtartották az első élő koncertjüket. Fél évre rá felvették a "Can I sit next to you, girl" című albumukat.  Ezután nem sokkal kitették a bandából. 

### Pályafutása
Van Kriedt alapított egy saját bandát ötödmagával, Non Stop Dancers néven. Egy albumot ki is adtak 1984-ben, Surprise Surprise címmel. 1997 és 1999 között Marokkóban élt és az Afram nevű zenekarban tevékenykedett. Ez után utcazenésznek állva járta a nagyvilágot. 2002-ben létrehozta az első online, letölthető jazz backing track alkalmazást, a Jazzbacks.com -ot.